# ترقيم النظم الزائغ

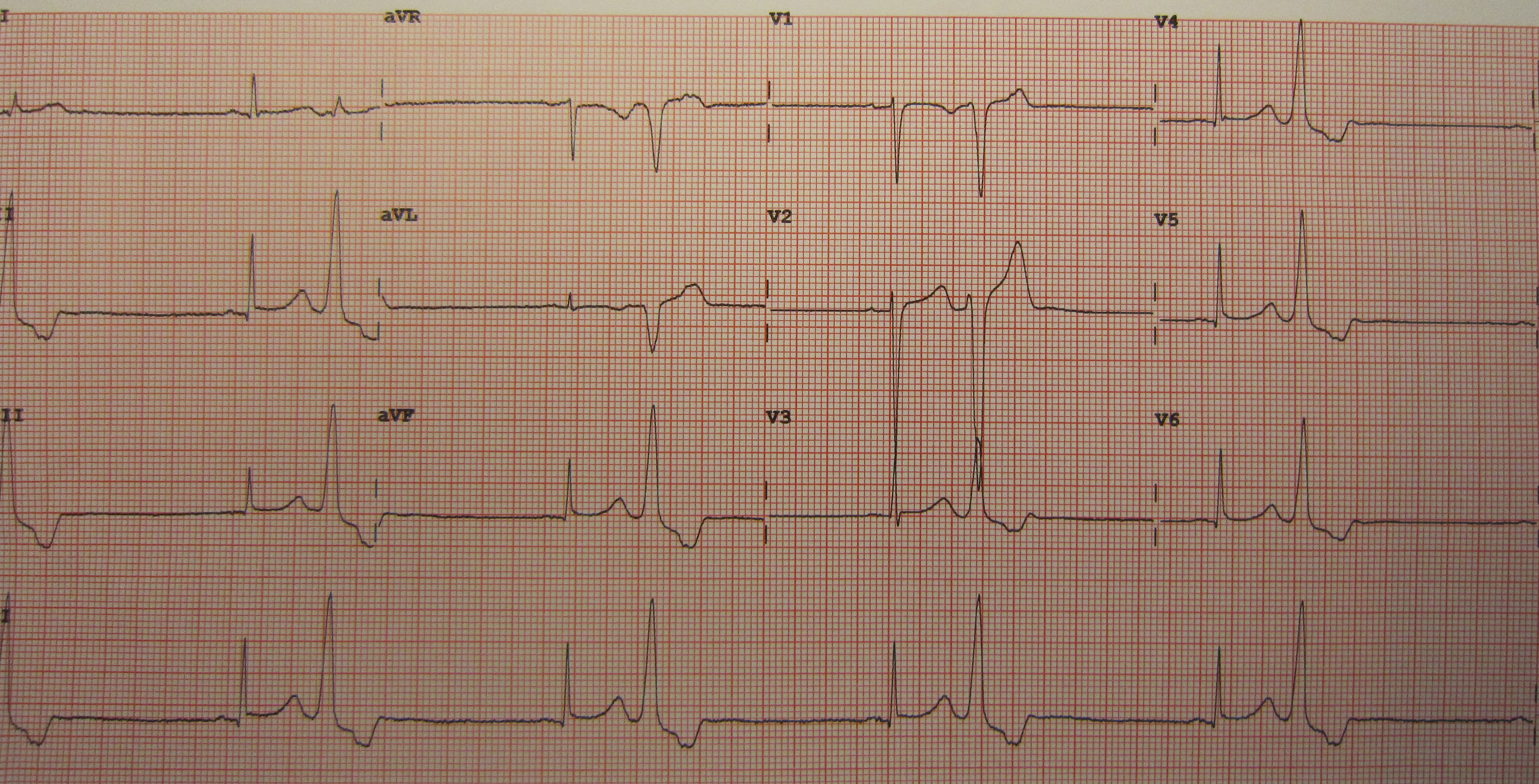
توأمية النبض يُنظر إليها في الصورة البيانية الكهربائية للقلب.

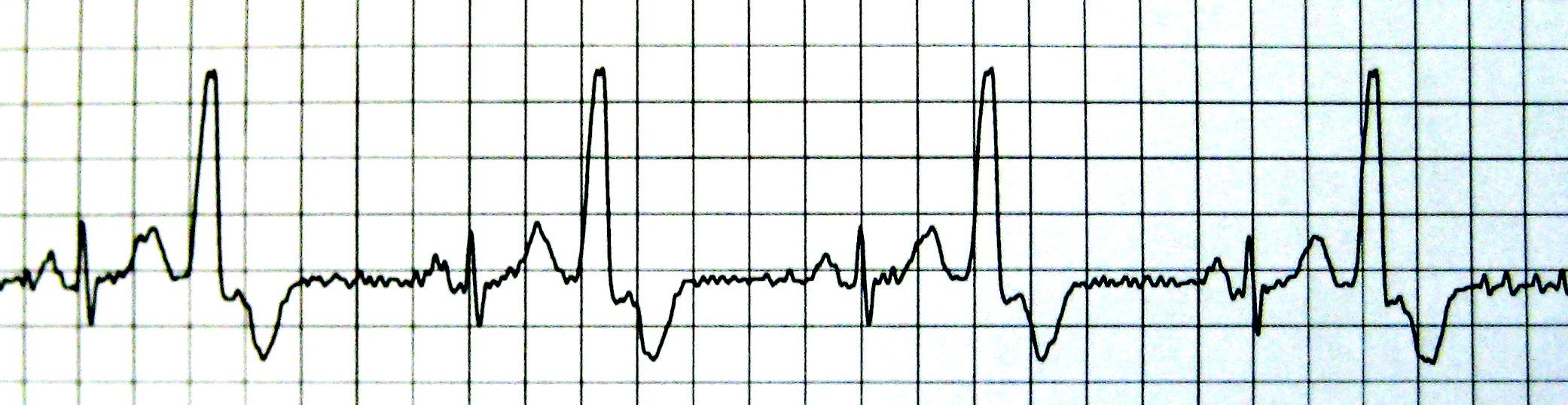
الإيقاع المُحدد لتوأمية النبض

توأمية النبض (لاتينية: Bi-Two Gemini-twins) هو الواصف لـ القلب اضطراب النظم حيث تحدث نبضات القلب غير الطبيعية بالتناوب مع النبضات المتزامنة. ومثال على ذلك مع النبض البطيني المبكر، والمعروف أيضًا باسم الانقباضات/المركبات البطينية المبكرة (PVC) ويلي الانقباض البطيني المبكر توقف ومن ثم العودة إلى النبض الطبيعي - ثم يعود الانقباض البطيني المبكر. ويعتبر استمرار هذا الاقتران المزدوج للنبضات مثالاً على توأمية النبض.
ويمكن زيادة هذه الواصفات اعتمادًا على عدد النبضات في الجهاز غير الطبيعي. فإذا كان النبض يتناوب بصورة غير طبيعية، فيمكنك وصفها بتوأمية النبض. وإذا شذت النبضة الثالثة، فربما يكون ثلاثي التوائم؛ وإذا حدثت لمرة رابعة يكون رباعي التوائم. وبطريقة نموذجية، إذا كانت كل خمس نبضات تنبض بصورة غير طبيعية، فقد يُطلق عليه في بعض الأحيان بالنبض غير المنتظم.
فقد تناقضت توأمية النبض مع الازدواجية ، وهي النبضات المزدوجة غير الطبيعية. فعلى سبيل المثال، إذا كانت الانقباضات البطينية المبكرة ثلاثة، يُطلق عليها ثلاثية التوائم وتعتبر كسلسلة متواصلة مختصرة لـ عدم استدامة تسرع القلب البطيني أو تسرع القلب غير المستديم.
حيث لا تعتبر الانقباضات البطينية المبكرة هي النبض الشاذ الذي يستخدم هذه الصفات؛ ولكن يوجد غيرها مثل خوارج الانقباض القلبي وخطل الانقباض ومركبات الفرار.

## أمثلة
- الانقباضات البطينية المبكرة لتوأمية النبض = الطبيعي، الانقباض البطيني المبكر، الطبيعي، الانقباض البطيني المبكر ...
- الانقباضات البطينية المبكرة لثلاثية التوائم = الطبيعي، الطبيعي، الانقباض البطيني المبكر، الطبيعي، الطبيعي، الانقباض البطيني المبكر...
- الانقباضات البطينية المبكرة الرباعية التوائم = الطبيعي، الطبيعي، الطبيعي، الانقباض البطيني المبكر، الطبيعي، الطبيعي، الطبيعي، الانقباض البطيني المبكر ...
- مركبات الفرار العرضية: الطبيعي، الطبيعي، الطبيعي، الطبيعي، التوقف، الفرار ...
- الدوبيت توأمية النبض: الطبيعي، الطبيعي، الانقباض البطيني المبكر، الانقباض البطيني المبكر، الطبيعي، الطبيعي، الانقباض البطيني المبكر، الانقباض البطيني المبكر ...
- غير مستديم - تسرع القلب: الطبيعي، الطبيعي، الانقباض البطيني المبكر، الانقباض البطيني المبكر، الانقباض البطيني المبكر، الانقباض البطيني المبكر، الطبيعي، الطبيعي، الانقباض البطيني المبكر .... وما إلى ذلك.